# Dorymyrmex antarcticus
Dorymyrmex antarcticus — вид мурах підродини Dolichoderinae.

## Поширення
Вид поширений у Чилі та Аргентині. Голотип описаний з висоти 90 м над рівнем моря.